# Уриарте, Фермин
Ферми́н Уриа́рте (исп. Fermín Uriarte; 1902, Монтевидео — 18 декабря 1972) — уругвайский футболист, защитник. Двукратный чемпион Южной Америки.

## Биография
Фермин Уриарте на клубном уровне выступал за команду «Лито» из Монтевидео, которая стала выступать в чемпионате Уругвая с 1918 года; дебютировал за неё около 1920 года. В 1921 году Уриарте был впервые вызван в сборную Уругвая. Дебютировал за неё 2 ноября того года в товарищеском матче против сборной Парагвая, состоявшемся в Монтевидео (4:2). В 1923 году Уриарте сыграл на чемпионате Южной Америки. Вместе с Хосе Насасси он составил пару основных защитников сборной. Уругвайцы выиграли все три матча турнира с общим счётом 6:1 и в очередной раз стали чемпионами континента, что дало им путёвку на Олимпийские игры в Париже.
Олимпийский турнир состоялся в конце мая — начале июня 1924 года. Уриарте был приглашён на него в составе сборной, однако ещё до старта турнира был отчислен и отправлен домой «за плохое поведение».
В конце октября — начале ноября 1924 года в Монтевидео прошёл очередной чемпионат Южной Америки. Уриарте выиграл своё второе континентальное первенство, но на этот раз в качестве резервного игрока.
Всего за сборную Уругвая Фермин Уриарте провёл 14 матчей, забил 0 голов.

## Титулы
- Чемпион Южной Америки (2): 1923, 1924